# مكاو أزرق الحنجرة
مكاو أزرق الحنجرة هو نوع مكاو متوطن في منطقة صغيرة بوسط بوليفيا. في عام 2014، تم تصنيف هذا النوع بموجب القانون على أنه تراث طبيعي لبوليفيا حيث يُعرف باسم باربا أزول والذي يعني «اللحية الزرقاء» باللغة الإسبانية.

## التصنيف
مكاو أزرق الحنجرة هو واحد من 8 أنواع موجودة (وعدد قليل من الأنواع المنقرضة) في جنس آرا من الببغاوات الكبيرة طويلة الذيل التي تسمى مجتمعة الببغاوات، جنس آرا هو واحد من ستة أجناس لببغاوات أمريكا الوسطى والجنوبية في قبيلة أريني والتي تضم أيضًا جميع ببغاوات العالم الجديد طويلة الذيل.

## الوصف
يبلغ طول الببغاء الأزرق الحلق حوالي 85 سم (33 بوصة) بما في ذلك طول ريش الذيل ويبلغ طول جناحيه حوالي ثلاثة أقدام أو 0.9 متر، يزن حوالي 900 جرام (32 أونصة) إلى 1100 جرام (39 أونصة)، يميل الذكور إلى أن يكونوا أكبر قليلاً من الإناث مع أوزان تقريبية تبلغ 750 جم و950 جم على التوالي، الأجزاء العلوية زرقاء فيروزية والأجزاء السفلية صفراء زاهية إلى حد كبير، يوجد على الوجه رقعة قليلة الريش من الجلد بالقرب من قاعدة المنقار ذي اللون الداكن الذي يحتوي على 5 أو 6 خطوط أفقية من الريش الأزرق وهي فريدة من نوعها لكل ببغاء أزرق الحلق ويمكن استخدامها لتحديد البالغين بشكل فردي.
الطيور البالغة لها قزحية صفراء، يتحول لون عين الفرخ إلى اللون الأسود في البداية ويتحول إلى اللون البني بعد فترة وجيزة من فتح العينين، بين عمر سنة وثلاث سنوات تتحول العيون إلى اللون الرمادي ثم الأبيض ومع نضوج الببغاء تتحول القزحية إلى اللون الأصفر، تظهر الببغاوات المسنة حلقة من اللون الرمادي الداكن تحيط بالبؤبؤ حيث تصبح القزحية أرق ويظهر الجزء الخلفي من الشبكية من خلالها.

## التوزيع والموئل
يعيش مكاو أزرق الحنجرة في بوليفيا ويعشش في أشجار النخيل التي تنتشر في السهول المستوية، وهو ليس أحد الطيور التي تعيش في الغابة، تعد هذه الأنواع من أندر الأنواع في العالم.

## السلوك
يوجد مكاو أزرق الحنجرة في أزواج أحادية الزواج ولكن توجد مجموعات صغيرة من 7-9، من غير المعروف ما إذا كانت هذه الببغاوات سوف تتزاوج مع رفيق آخر إذا مات رفيقها الأصلي، طريقتها الرئيسية في الحركة هي الطيران لكنها قادرة أيضًا على تسلق الأشجار والمناورة على طول الأغصان والسير على الأرض، تنشط هذه الطيور خلال النهار وعادة ما تبقى في منطقة عامة واحدة، يتواصل مكاو أزرق الحنجرة في الغالب عن طريق الصوت.

## التغذية
لا يأكل مكاو أزرق الحنجرة البذور والمكسرات بنفس القدر مثل العديد من أنواع الببغاوات الأخرى، بدلاً من ذلك يأكل الفاكهة من أشجار النخيل الكبيرة، تأكل الببغاوات الفاكهة الناضجة وشبه الناضجة وقد لوحظ أيضًا شرب السائل من الفاكهة غير الناضجة.

## التربية
عادة ما يتكاثر مكاو أزرق الحنجرة مرة واحدة في السنة، يعتمد صغار الببغاوات بشكل كامل على آبائهم في الطعام إلى أن يصبحوا قادرين على البحث عنه بأنفسهم، وحتى بعد ذلك لوحظ أن الببغاوات الصغيرة تبقى مع والديها لمدة تصل إلى عام، يصل مكاو أزرق الحنجرة إلى مرحلة النضج الجنسي عند حوالي 5 سنوات من العمر.

## العش
عادة ما يعشش مكاو أزرق الحنجرة في تجاويف أشجار النخيل، تعتبر أشجار النخيل الميتة العش المفضل حيث يتم تجويفها بواسطة اليرقات الكبيرة بعد موت الشجرة، لا تبقى أزواج التعشيش باستمرار في عش واحد لمواسم تكاثر متتالية وعادة ما تبحث عن مواقع تعشيش مختلفة كل عام، في البرية غالبًا ما يتنافس على أعشاش ثقوب في الأشجار مع الببغاء الأزرق والأصفر والببغاء الأخضر المجنح والببغاء القرمزي ونقار الخشب وبومة الحظيرة والخفافيش والنحل.

## الحالة وبرامج الحفظ
مكاو أزرق الحنجرة لديه عدد قليل جدًا من الطيور وهو على وشك الانقراض في البرية وهو مدرج في القائمة الحمراء باعتباره مهدداً بالانقراض، الاصطياد غير قانوني لأنه محمي بموجب التشريعات الوطنية في بوليفيا، وفقًا للسكان المحليين كان يُعتقد أن عدد الطيور البرية لمكاو أزرق الحنجرة في الثمانينيات يتراوح بين 500 و1000 فرد، على الرغم من توقف الاصطياد في وقت لاحق في التسعينيات إلا أن أعداد الحيوانات البرية لا تزال منخفضة، مع تقديرات سابقة تتراوح بين 110-130 فردًا، والتي تم زيادتها مؤخرًا إلى حوالي 350 إلى 400.

### قانون الأنواع المهددة بالانقراض
في 4 نوفمبر 2013 تم إدراجه تحت قانون الأنواع المهددة بالانقراض.

### تربية الطيور
من السهل نسبيًا العثور عليه في الأسر، يتم الاحتفاظ بالأفراد في العديد من حدائق الحيوان حول العالم من بينها حديقة حيوان سانتا كروز في بوليفيا، تم تهجين الببغاوات الأسيرة بنجاح مع الببغاء العسكري، تم الآن إنشاء العديد من خطط التكاثر والحفظ في حدائق الحيوان لإنقاذ هذا النوع، كما تم البدء في مشاريع أخرى لحماية المجموعات البرية المتبقية ولكن في الوقت الحالي لا تزال الأعداد تتناقص.
في البرية داخل بساتين النخيل في بوليفيا تعشش الطيور في تجاويف الأشجار التي تم إنشاؤها في جذوع النخيل الميتة والثقوب المتعفنة والأطراف الميتة من الأشجار.
أحيانًا ما يتم الاحتفاظ به - وإن كان من غير المألوف - كببغاء مرافق للحيوانات الأليفة، عندما يتم ترويضه فإنه يميل إلى أن يكون طائرًا سهل الانقياد وحنون، حتى أنه محبوب من البشر في بعض الظروف، وهو طائر ذكي  مثل معظم الببغاوات، يتطلب الأمر عدة ساعات خارج قفصه كل يوم وتفاعلاً اجتماعياً منتظماً مع البشر أو الطيور الأخرى من أجل البقاء بصحة جيدة، على الرغم من أنه معروف أحيانًا بالتنمر على الطيور الأخرى الموجودة بجانبه.
يُعرف هذا النوع بميله إلى إتلاف وتفكيك ممتلكات حارسه بالإضافة إلى الهروب من قفصه إذا ترك دون إشراف، قد يكون أقل ضجيجًا من أنواع الببغاوات الكبيرة الأخرى وعلى الرغم من أنه غير معروف بقدرته على التحدث فقد يتعلم تقليد بضع كلمات، يوصي صندوق الببغاء العالمي بإبقاءه في حاوية يبلغ طولها 15 مترًا وعدم إبقاء هذا النوع في الداخل بشكل دائم، وهو قد يعيش لأكثر من 50 عامًا في الأسر.